# ガンディア
ガンディア（バレンシア語: Gandia、スペイン語: Gandía）は、スペイン・バレンシア州バレンシア県のムニシピ（基礎自治体）。アリカンテ県との県境に近い。スペイン国内からの観光客が多く、夏期には人口がおよそ25万人までふくれあがる。公式名はバレンシア語のGandia。

## 歴史

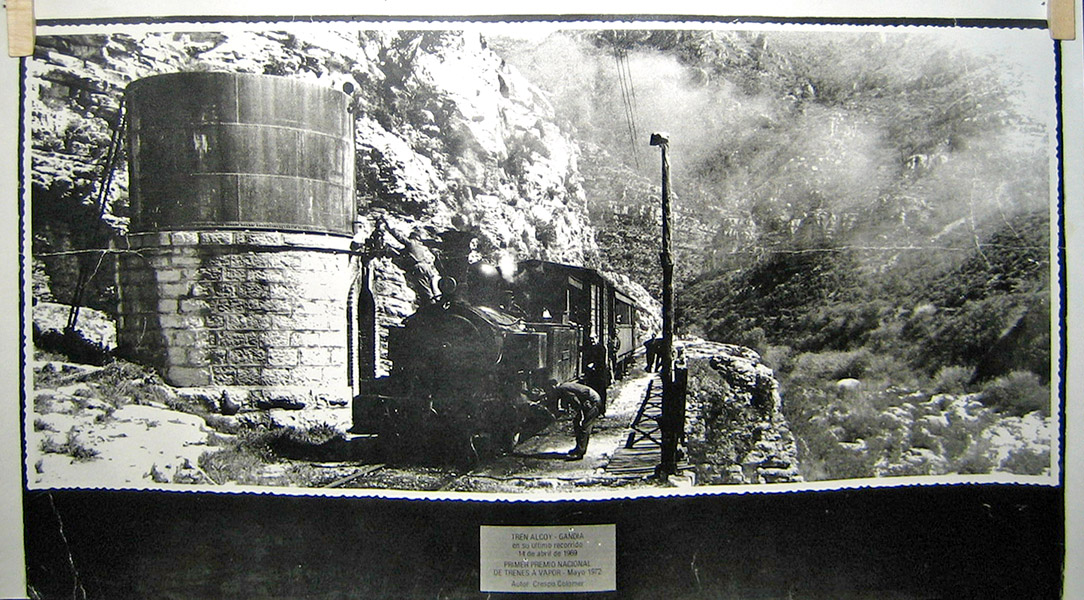
1969年のアルコイ＝ガンディア鉄道

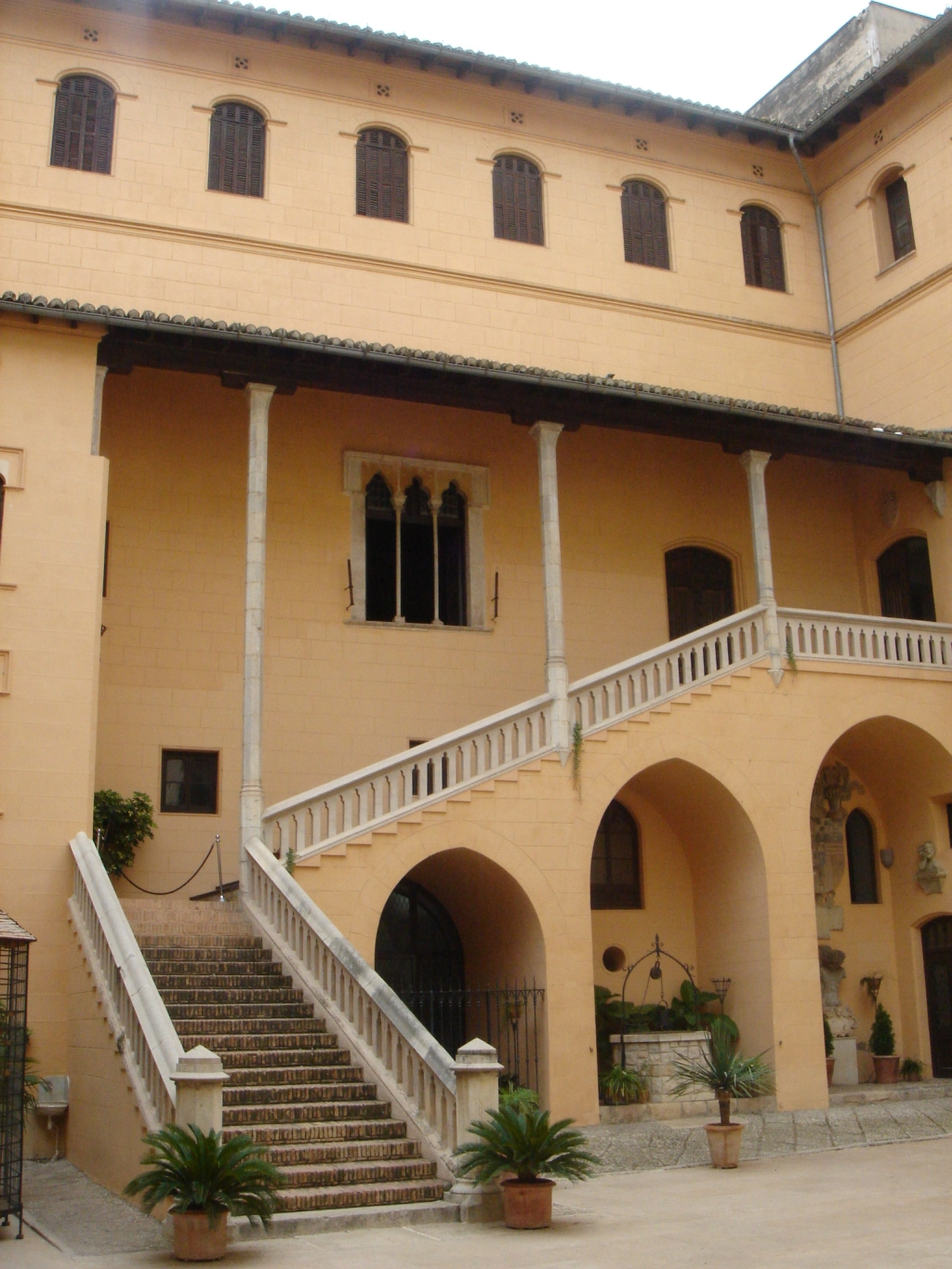
ガンディア公邸

イベリア人、ローマ人の遺構が発見されているが、現在のガンディアの基礎はイスラム支配時代に築かれた。名前が歴史上に登場するのは、1249年にアラゴン王ジャウマ1世が記したLlibre del Repartiment de Valenciaにおいてで、ガンディア村をペドロ王子に与えたことがわかっている。
アルフォンソ4世はガンディアの防衛を強化し、ペドロ4世は1387年にこの工事を終わらせて、税権をガンディア市議会へ与えた。マルティン1世は、アラゴン王子アルフォンソにガンディア公位を与えた。
1485年、ガンディア公領はボルジア家（スペイン語でボルハ家）に渡った。封建的特性を持つ中世都市で、第2代ガンディア公フアン・ボルジアは、ガンディアに小さいが素晴らしい宮廷を築いた。
1520年、バレンシアからガンディアまで含む、バレンシア王国のほぼ大多数がヘルマニア反乱に巻き込まれた。反乱側はハティバとバレンシアで勝利した。1521年7月のベルニサの戦いでガンディアを占領した反乱側は、モリスコらをカトリックに強制改宗させた。しかし反乱側は、ガンディア公フアン・デ・ボルハがフランシスカ・デ・カストロと結婚後に勢力を減退させられた。
ガンディア公フアンの子フランシスコ・デ・ボルハは、1543年に第4代ガンディア公となるが、1551年に長男カルロスに家督を譲り、自らはイエズス会士となった。フランシスコは後に列聖された。
16世紀、ガンディアはトルコ海賊やフランス軍遠征から市街を守るために市壁を強化した。新たな市街の中では1548年に学校ができ、後に教皇教書によって大学に昇格した。大学は、現在ピアリスト修道会学校のある場所にあり、2世紀あまり栄えた。1767年、大学を運営していたバルタサル・グラシアン、フアン・アンドレス、アントニオ・ホセ・デ・カバニリェスらイエズス会士が追放された後、1772年カルロス3世によって大学は閉鎖された。
16世紀までガンディアの繁栄は続いた。しかし1609年に始まったモリスコ追放で、製糖業を担っていたモリスコがいなくなったことで経済は破綻し、人口が減少した。その結果、復興まで約150年かかった。停滞時代は18世紀半ばまで続き、ガンディア公家はガンディアからマドリードへ本拠を移した。スペイン継承戦争では、バレンシア王国のほぼ全土がオーストリア・ハプスブルク家のカール大公（のちの神聖ローマ皇帝カール6世）支持を表明したのに対し、ガンディア公はブルボン家のアンジュー公フィリップ（のちのフェリペ5世）を支持した。ガンディアはカール大公派の将軍ジュアン・バッセト軍によって陥落した。
ブルボン家側勝利で、ガンディア公は政治生命や権利を取り戻した。1740年、ボルハ家のガンディア公が嫡子のないまま死去し、公位は縁戚であるベナベンテ公伯爵ルイスのものとなった。1748年、ベナベンテ公伯爵位は、ルイスの娘でオスナ公爵夫人となっていたマリア・アナが継承した。以後、オスナ公爵家がガンディア公位を継承した。カルロス3世時代、ガンディアで工業化が進み、繁栄の時代が始まった。
19世紀、主幹産業であった絹が、疫病による蚕の全滅、外国産絹との競争という2つの危機によって衰退した。アルコイ＝ガンディア鉄道が1892年に敷かれた。

## 経済

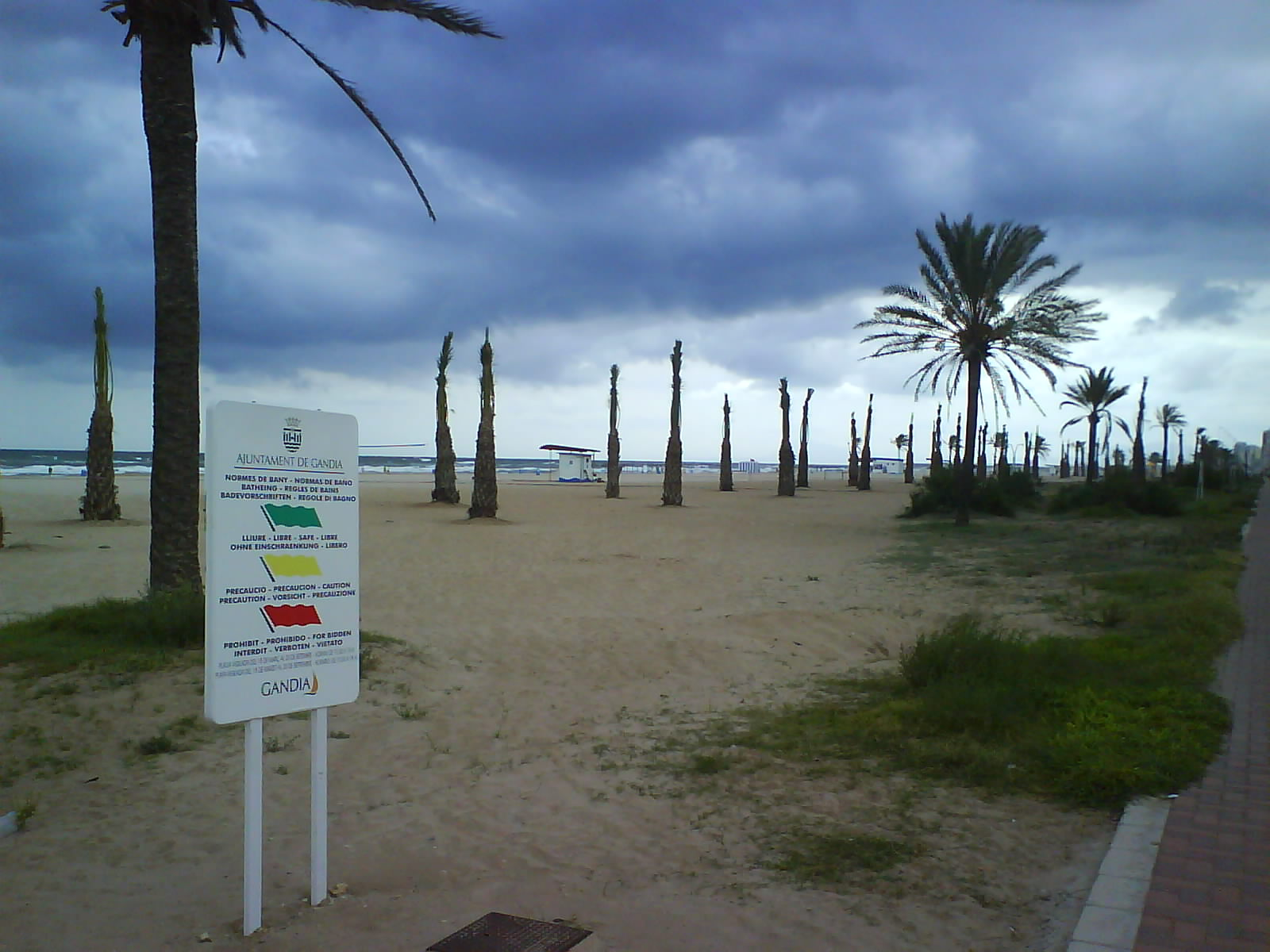
ガンディアのビーチ

19世紀までは、絹と干しぶどう生産が主要産業であった。鉄道ができ1893年に石炭運搬用港ができると、現在も続くオレンジ栽培が盛んとなった。ガンディア港は重要な漁港でもある。1960年代以降、海水浴を目当てとした観光が盛んとなった。ガンディアには長く幅の広い、黄金色の砂浜がある。伝統的にマドリード近郊からの観光客が主であるが、近年はイギリスやフランスからの観光客もやってくる。

## 人口
| ガンディアの人口推移 1857－2012                         |
|                                                         |
| 出典:INE（スペイン国立統計局）1900年 - 1991年、1996年 - |

## 政治
| 任期      | 首長名                               | 政党      |
| --------- | ------------------------------------ | --------- |
| 1979–1983 | フアン・ロマン・カタラー             | UCD       |
| 1983–1987 | サルバドール・モラゲス・ベルト       | PSPV-PSOE |
| 1987–1991 | サルバドール・モラゲス・ベルト       | PSPV-PSOE |
| 1991–1995 | ホセファ・フラウ・リベス             | PSPV-PSOE |
| 1995–1999 | ホセファ・フラウ・リベス             | PSPV-PSOE |
| 1999–2003 | ホセファ・フラウ・リベス             | PSPV-PSOE |
| 2003–2007 | ホセ・マヌエル・オレンゴ・パストール | PSPV-PSOE |
| 2007–2011 | ホセ・マヌエル・オレンゴ・パストール | PSPV-PSOE |
| 2011–2015 | アルトゥーロ・トーロ・チスベルト     | PP        |
| 2015–2019 | ディアーナ・モラント                 | PSPV-PSOE |
| 2019–2023 | n/d                                  | n/d       |
| 2023–     | n/d                                  | n/d       |

## 出身者

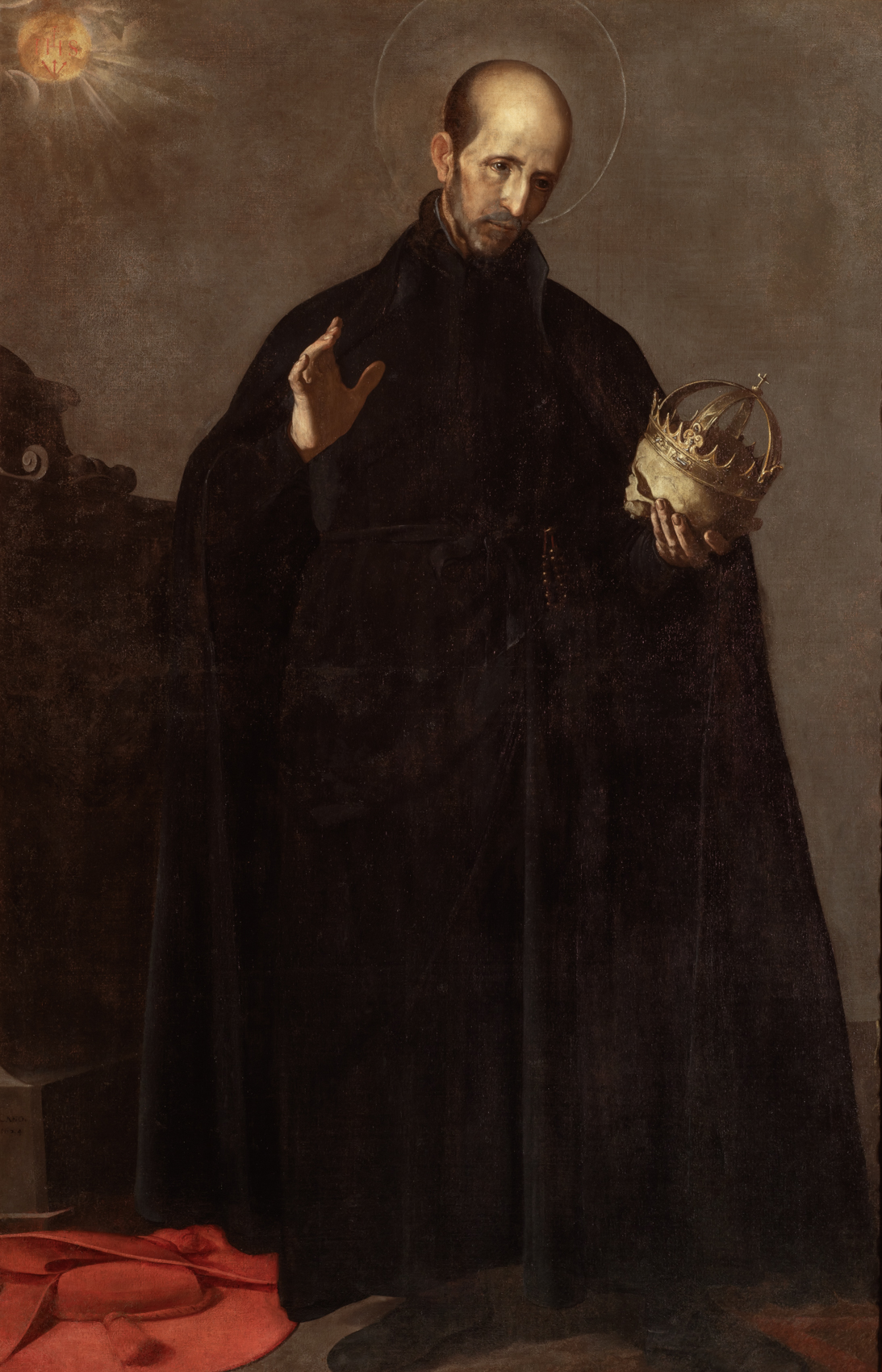
聖フランシスコ・デ・ボルハ

- アウシアス・マルシュ（スペイン語版） : 15世紀の詩人。
- ジョアノット・マルトレイ（スペイン語版） : 15世紀のバレンシア語作家。
- ジョアン・ロイス・デ・コレーリャ（スペイン語版） : 15世紀の著作家。
- フランシスコ・デ・ボルハ : 貴族・政治家。ガンディア公。
- レオノール・デ・カストロ（スペイン語版） : フランシスコ・デ・ボルハの妻。イサベル・デ・ポルトゥガル夫人。
- レオン・デ・アロジャル（スペイン語版） : 18世紀の著作家。
- フランセスク・トレント・イ・グアスプ（スペイン語版） : 心臓医。
- シモ・ロビラ（スペイン語版） : テレビ司会者。
- エリカ・サンス（スペイン語版） : 女優。バレエダンサー。
- フアンホ・トリゲロ（スペイン語版） : バスケットボール選手。
- ラウル・ブラボ : サッカー選手。
- ロベルト・ソルダード : サッカー選手。

## 姉妹都市
- ラヴァル
- レウス